# 添元
添元（てんげん）は、明代に後元（北元に含める見解もある）政権を樹立し自立したエセン・ハーンが用いた私年号。1453年に建元したが、漢文史料によればエセン・ハーンの没年には1454年、1455年、1457年の異説があり、末年は確定できない。また存在そのものに疑義を呈する見解もある。

## 西暦・干支との対照表
| 添元 | 元年    | 2年     | 3年     | 4年     | 5年              |
| 西暦 | 1453年  | 1454年  | 1455年  | 1456年  | 1457年           |
| 干支 | 癸酉    | 甲戌    | 乙亥    | 丙子    | 丁丑             |
| 明   | 景泰4年 | 景泰5年 | 景泰6年 | 景泰7年 | 景泰8年 天順元年 |